# Стружна
Стружна (чеш. Stružná) је насељено мјесто са административним статусом сеоске општине (чеш. obec) у округу Карлове Вари, у Карловарском крају, Чешка Република.

## Становништво
Према подацима о броју становника из 2014. године насеље је имало 537 становника.